# Gynoplistia anthracina
Gynoplistia anthracina är en tvåvingeart som beskrevs av Alexander 1920. Gynoplistia anthracina ingår i släktet Gynoplistia och familjen småharkrankar. Inga underarter finns listade i Catalogue of Life.